# Islotes Nunatak Chico
Islotes Nunatak Chico är en ögrupp i Antarktis. Den ligger i havet utanför Västantarktis. Argentina, Chile och Storbritannien gör anspråk på området.